# Blade (film, 1998)
Pour les articles homonymes, voir Blade.
Série Blade
Blade 2
(2002)
Pour plus de détails, voir Fiche technique et Distribution.
Blade est un film américain réalisé par Stephen Norrington, sorti en 1998.
Il met en scène le personnage édité par Marvel Comics, Blade, créé par Marv Wolfman et Gene Colan en 1973.
Le film suit Blade qui est un homme, mi-humain, mi-vampire, dont la mère, mordue pendant sa grossesse, est malheureusement morte en couches. Depuis, aidé par Abraham Whistler qui l'a recueilli lors de son adolescence, il chasse tous les vampires, dont Deacon Frost, qui veut devenir le vampire le plus puissant du monde. Lors d'une embuscade dans un hôpital, Blade rencontre le Dr. Karen Jenson qui va l'aider à soigner sa soif de sang et à venger sa mère.
Le film est un succès commercial avec 70 millions de dollars de recettes au box-office américain, et 131,2 millions de dollars au total avec l'étranger. Malgré des critiques mitigées, il reçoit un accueil positif du public et est depuis considéré comme culte. C'est le premier volet de la série de films Blade, précédant Blade 2 et Blade: Trinity, tous deux écrit par David S. Goyer qui a également réalisé le dernier.
Le succès de Blade a surtout provoqué une remontée de l'intérêt des studios de production pour le genre des films de super-héros alors que trois films sortis l'année précédente, Batman et Robin, Spawn, Steel, avaient failli enterrer le genre par leurs échecs retentissants.

## Synopsis
En 1967, Vanessa Brooks, une femme enceinte est hospitalisée après avoir été mordue par un animal sauvage, comme le précise l'un des médecins. Alors qu'on tente de la réanimer, elle met au monde un garçon puis meurt de ses blessures.
De nos jours, une jeune femme séduisante amène un homme peu soupçonneux dans un étrange night club. L’homme se rend peu à peu compte que quelque chose de bizarre se passe mais ne parvient pas à savoir quoi. Cependant, ses craintes sont bientôt confirmées quand le sang commence à couler d'un système de gicleur, révélant que tous les clients de la boîte de nuit sont des vampires. Incapable d’échapper aux créatures hideuses qui l’ont maintenant entouré, le jeune homme semble condamné jusqu’à l'arrivée d'un individu qui provoque une panique frénétique parmi la foule de vampires : le Diurnambule (daywalker en VO), Eric Brooks, alias Blade (Wesley Snipes).
Ce dernier passe immédiatement à l'attaque et utilise une combinaison d’arts martiaux et d’armes à feu pour combattre et éliminer les vampires. Finalement, après avoir combattu à sa façon les nombreux ennemis, Blade fait face à un vampire particulièrement difficile à tuer nommé Quinn (Donal Logue), le clouant au mur avec des pieux avant de le brûler vif. En entendant les sirènes de police, Blade s'éclipse, laissant un Quinn brûlant et l'homme terrifié comme seuls survivants de son attaque. La police prend les restes calcinés de Quinn et les envoie pour identification.
Le Dr Karen Jenson (N'Bushe Wright) est la femme qui exécute une autopsie sur le « cadavre » de Quinn. Soudain, celui-ci revient à la vie et tue son collègue de travail puis se nourrit du sang du Dr Jenson. Néanmoins, Blade entre à la morgue, ayant présumé que Quinn se régénérerait de ses blessures. Dans les couloirs de l'hôpital, il attaque le vampire ressuscité mais est encore une fois forcé de fuir quand la police arrive. Avant de partir, Blade voit le Dr Jenson à terre, pleine de sang, l'implorant de lui porter secours. Alors que la femme lui rappelle sa mère, Blade lui porte secours et l'emmène à sa base d’opérations. Quinn s’échappe et part rejoindre ses maîtres.	
Dans un lieu discret, le Cercle d'Erebus, le conseil dirigeant des vampires se réunit à la suite de la dernière attaque. L’aîné Dragonetti (Udo Kier) discute des récents assauts de Blade — lesquels se sont intensifiés — et réprimande le jeune Deacon Frost (Stephen Dorff), le patron de Quinn, pour avoir eu l'imprudence d’ouvrir des clubs qui font des vampires des cibles plus exposées pour le chasseur.
Dans la tanière de Blade, le Dr Jenson rencontre Abraham Whistler (Kris Kristofferson), le mentor de Blade. Ce dernier la soigne en lui injectant de l'ail, puis livre un petit discours esquissant le passé de Blade, leur mission actuelle et la nature des vampires, avec le pouvoir qu’ils tiennent sur le monde. Jenson décide de retourner chez elle, bien que Blade lui rappelle une possibilité, en raison de la morsure de Quinn, qu’elle peut devenir elle aussi un vampire.
En arrivant dans son appartement, le docteur est aussitôt agressée par un policier qui se révèle être un « familier » : un humain qui sert des vampires et qui, après des années de bons et loyaux services, pourrait obtenir la récompense d’être transformé à son tour en vampire. Blade qui avait utilisé Jenson comme appât lui porte secours et neutralise l'intrus. Il découvre que le policier avait une cargaison secrète de poches de sang dans sa voiture et tente de l'interroger mais ce dernier lui échappe après le refus du Dr Jenson de l'éliminer.
Le soir venu, Blade et sa nouvelle partenaire suivent le policier à une fête organisée dans un autre club de Deacon Frost. Dans le bâtiment, Blade et le Dr Karen Jenson découvrent une entrée secrète dans un congélateur et font la rencontre surprenante d’un vampire obèse nommée Pearl que le docteur tue avec une lampe ultraviolette qui carbonise sa peau. Dans une chambre forte, Blade découvre les plans de Frost impliquant un mythe de vampire nommé La Magra.
Les deux acolytes entrent dans la bibliothèque des vampires mais sont pris en embuscade par les hommes de main de Quinn et de Frost avec Mercury (Arly Jover), une amante de Deacon. Tous les deux prennent la fuite en raison de l’arrivée opportune de Whistler qui les protège des assaillants. Fou de rage d'avoir Blade à ses trousses, Deacon Frost élimine le policier pour son échec avec une morsure à la gorge.
Au petit matin, Deacon Frost et ses pairs décident d'assassiner le conseiller Dragonetti en l’exposant à un lever de soleil. Durant la matinée, le Dr. Jenson commence à élaborer un remède permanent pour stopper la condition de vampire de Blade et aide Whistler. Alors que Blade se  déplace en ville pour prélever les ingrédients de son sérum, il fait la rencontre de Deacon Frost. Ce dernier menace d'exécuter une petite fille qu'il a pris en otage si le chasseur de vampire s'en prend à lui. Dans une conversation houleuse, Frost déclare à Blade qu'il ne sera jamais un être humain et lui propose une trêve, ce que Blade décline et ouvre le feu sur le vampire. Il le laisse alors s'enfuir pour porter secours à l'enfant qui était sur le point d'être fauchée par un bus.
En représailles, Deacon Frost lance une attaque directement contre le QG de Blade. Il enlève le Dr. Jenson dans sa tanière et passe à tabac Whistler, le livrant à Quinn et au reste de son gang pour le terminer. Au retour de Blade, Whistler, gravement blessé, le prévient que Frost veut ressusciter La Magra, le Dieu du Sang des vampires et qu'il a besoin du sang du Diurnambule pour ce faire. Deacon Frost a laissé sur les lieux du crime une vidéo provocatrice à l'intention de Blade.
Dans une scène poignante, Blade aide un Whistler infecté par les vampires à se suicider (Blade entend un coup de feu, mais on ne voit pas ce qui arrive). Frappé par le chagrin, Blade jure de retrouver et de tuer Deacon Frost. Celui-ci rassemble de force les autres membres du Conseil d'Erebus comme « volontaires » pour la cérémonie de résurrection.
Blade s’arme pour une offensive finale sur la base de Deacon Frost, prenant avec lui les seringues pneumatiques chargées d’EDTA (utilisé normalement comme anticoagulant pour dissoudre les caillots de sang dans le cœur mais qui produit une réaction extrêmement violente sur le corps des vampires) conçues spécialement pour lui.
Pendant son attaque dans le repère, Blade découvre une terrible vérité : sa mère, Vanessa Brooks, n’est pas morte en couche et demeure depuis de longues années la compagne du vampire Deacon Frost. C’est ce dernier qui l'a mordu pendant sa grossesse, faisant de lui le père biologique de Blade. En état de choc, le chasseur de vampires se retrouve cerné par les gardes qui le neutralisent et l’amènent avec le Dr. Karen Jenson au Temple de la Nuit Éternelle, le soir où Frost révèle les étapes finales de son projet.
En utilisant ses immenses ressources financières, Deacon Frost reconstruit le temple et l’utilise pour la résurrection de la Magra, un ingrédient clé obtenu grâce au sang de Blade (né mi-vampire, mi-humain) qui a la faculté exceptionnelle de résister au soleil. Frost sacrifie aussi les douze autres membres du Conseil d'Erebus (qui étaient tous des membres des principales maisons nobles) pour parachever son œuvre. Par le rite, Deacon Frost devient un vampire éminemment plus puissant, surpassant de loin la force ou la vitesse de tous les autres vampires, et gagne les pouvoirs de chaque membre sacrifié, tels l’immunité à l’argent, et les yeux rouges et bombant de la tribu de Kobejitsu.
Dans les catacombes, Blade est libéré de justesse par le Dr. Jenson. Mourant dans ses bras, la jeune femme l'autorise à boire son propre sang pour se régénérer. A contrecœur, Blade s'exécute pour survivre. C'est alors qu'apparait Vanessa Brooks, sa mère. Après une violente confrontation avec son fils qui a retrouvé sa force vitale, elle tente de le ramener à sa cause mais Blade, le cœur brisé, la poignarde avec un ossement pour la libérer de son état vampirique. Le squelette de sa mère se décompose alors sous ses yeux.
Dans une colère noire, Blade se défoule sur les hommes de mains de Deacon Frost et élimine Quinn en le décapitant. De son côté, Mercury est tuée par le Dr. Jenson avec une arme que lui avait confié Blade lors de leur première rencontre. Blade s'en prend à Deacon Frost, son père, dans la base du temple. En découvrant qu'il ne peut être pas éliminé par le tranchant de sa lame, Blade vide chaque seringue de EDTA sur Frost (qui est maintenant constitué entièrement de sang de vampire), provoquant une horrible déformation de son corps suivie de son explosion.
Sortant du temple souterrain, Blade envisage d'essayer le remède-miracle du Dr. Jenson, mais elle le prévient que si le sérum le guérit de ses besoins de sang, cela lui enlèvera également ses pouvoirs et il redeviendra un mortel ordinaire incapable de chasser des vampires. Après réflexion, il lui demande de produire un meilleur sérum, lui affirmant « qu'il y a toujours une guerre quelque part ».
Des jours plus tard, à Moscou, un vampire russe persuade une femme de le suivre dans un club de vampires mais Blade surgit dans la nuit enneigée et l'achève.

## Fiche technique
Sauf indication contraire, les informations mentionnées dans cette section peuvent être confirmées par les bases de données cinématographiques IMDb et Allociné,  présentes dans la section « Liens externes ».
- Titre original et francophone : Blade
- Réalisation : Stephen Norrington
- Scénario : David Goyer, d'après le comics Blade de Marv Wolfman et Gene Colan
- Musique : Mark Isham
- Direction artistique : Barry Chusid
- Décors : Kirk M. Petruccelli
- Costumes : Sanja Milkovic Hays
- Photographie : Theo van de Sande
- Son : Thomas C. Brewer, Harry Cohen, Marshall Garlington, Ken Teaney, Ken King
- Montage : Paul Rubell
- Production : Wesley Snipes, Robert Engelman et Peter Frankfurt
  - Production déléguée : Avi Arad, Stan Lee, Joseph Calamari et Lynn Harris
  - Production déléguée (non crédité) : Michael De Luca
  - Coproduction : Jon Divens et Andrew J. Horne
- Sociétés de production[3] : Amen Ra Films[4], Marvel Enterprises, New Line Cinema et Imaginary Forces
- Distribution : New Line Cinema (États-Unis) ; Metropolitan Filmexport (France) ; RCV Film Distribution (Belgique) ; Alliance Atlantis Communications (Québec)
- Budget : 50 millions de $[5]
- Pays de production :  États-Unis
- Langues originales : anglais, russe, serbe
- Format[6] : couleur (DeLuxe) - 35 mm - 2,39:1 (Cinémascope) - son Dolby Digital | SDDS | DTS-Stéréo | Dolby Atmos
- Genre : fantastique, action, épouvante-horreur, super-héros
- Durée : 120 minutes
- Dates de sortie[7] :
  - États-Unis, Québec : 21 août 1998[8]
  - Belgique : 28 octobre 1998[9]
  - France : 18 novembre 1998
- Classification[10] :
  - États-Unis : interdit aux moins de 17 ans (R – Restricted)[Note 1]
  - France : interdit aux moins de 12 ans[11]
  - Belgique : potentiellement préjudiciable jusqu'à 16 ans (KNT/ENA : Kinderen Niet Toegelaten  / Enfants Non Admis)[9],[12],[Note 2]
  - Québec : 13 ans et plus (violence - horreur) (13+ / 13 years and over)[8]

## Distribution
- Wesley Snipes (VF : Thierry Desroses ; VQ : Jean-Luc Montminy) : Eric Brooks / Blade
- Stephen Dorff (VF : Lionel Melet ; VQ : Benoit Rousseau) : Deacon Frost
- Kris Kristofferson (VF : Bernard Tiphaine ; VQ : Aubert Pallascio) : Abraham Whistler
- N'Bushe Wright (VF : Déborah Perret ; VQ : Rafaëlle Leiris) : Dr. Karen Jenson
- Donal Logue (VF : José Luccioni ; VQ : Gilbert Lachance) : Quinn
- Udo Kier (VF : Bruno Devoldère ; VQ : Jean-Marie Moncelet) : Gitano Dragonetti
- Traci Lords : Racquel
- Sanaa Lathan (VF : Annie Milon) : Vanessa Brooks
- Arly Jover (VQ : Valérie Jeanneret) : Mercury
- Matt Schulze : Crease
- Kevin Patrick Walls (es) (VF : Daniel Lafourcade) : l'officier Krieger
- Tim Guinee (VQ : Antoine Durand) : Dr Curtis Webb

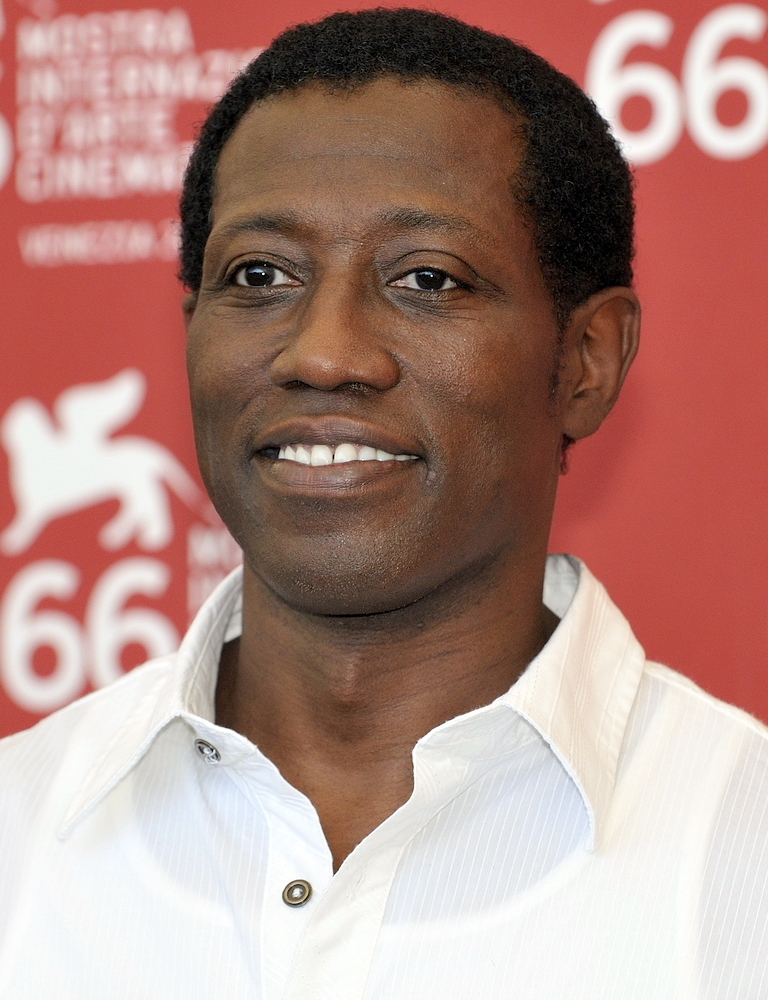
Wesley Snipes en 2009

- John Enos III : le videur du Blood Club
- Kenny Johnson : Dennis
- Eric Edwards : Pearl, le vampire obèse
- Henry Kingi : Kenji le barman (caméo)
- Stephen Norrington : Morbius (scène coupée)

Sources : VF et VQ

## Production

### Genèse, développement et attribution des rôles
Marvel Entertainment développe une adaptation cinématographique du comics Blade dès 1992, alors que le rappeur LL Cool J exprime son souhait d'incarner le personnage. Blade est cependant lié à New Line Cinema, avec David S. Goyer comme scénariste. Selon lui, New Line voulait initialement faire une comédie.
En 1996, Wesley Snipes est choisi pour tenir le premier rôle. Les dirigeants de New Line avait initialement dressé une liste de trois acteurs pour incarner le personnage : Wesley Snipes, Denzel Washington et Laurence Fishburne. Pour le scénariste, Wesley Snipes est le choix parfait.
Plusieurs acteurs, dont Mark Wahlberg et Bruce Payne, seront envisagés pour le rôle de Deacon Frost. Skeet Ulrich insistera quant à lui pour l'obtenir. Il reviendra finalement à Stephen Dorff.
Grand fan de la série télévisée Le Prisonnier, le réalisateur Stephen Norrington souhaite Patrick McGoohan pour incarner Abraham Whistler. Jet Li a refusé le rôle de Deacon Frost pour tourner L'Arme fatale 4. Bruce Payne a également décliné ce rôle.
Stan Lee a tourné un caméo qui a finalement été coupé du film. Il jouait un des flics qui est entré au club pendant les séquences où l'on découvre le corps de Quinn en feu.
Traci Lords, ancienne actrice pornographique, incarne Racquel, une vampire qui est montrée couverte de sang dans une scène notable pendant la scène d’ouverture du film. La fille de Bruce Lee, Shannon Lee, apparaît très brièvement comme une infirmière dans la scène d’ouverture quand la mère de Blade est prise dans l’hôpital et le met au monde.

### Tournage
Le tournage a eu lieu en Californie (Los Angeles, Long Beach, parc national de la vallée de la Mort), à Vancouver, à Londres et Moscou.

## Musique

### Music From and Inspired by the Motion Picture
Bandes originales Blade
Blade II
(2002)
Cet album, commercialisé conjointement à la sortie du film par TVT Records le 18 août 1998, est constitué de titres de rappeurs et artistes electro. Il ne contient aucune des compositions originales de Mark Isham. Seuls les titres Dig This Vibe de DJ Krush et Dealing with the Roster de Junkie XL de cet  album sont présents dans le film.
| 1.  | The Edge of the Blade             | Mystikal                                          | 4:12  |
| 2.  | 1/2 & 1/2                         | Gang Starr & M.O.P.                               | 4:17  |
| 3.  | Blade                             | KRS-One & Channel Live                            | 3:11  |
| 4.  | Fightin' a War                    | Down 2 Earth & Rome (en)                          | 4:01  |
| 5.  | Reservations                      | P.A. (en)                                         | 4:26  |
| 6.  | Gangsta Bounce                    | Wolfpak (Chief Headhunter, Mr Po-Flip & Slip-Roc) | 5:27  |
| 7.  | Things Ain't the Same             | Kasino                                            | 4:33  |
| 8.  | Deadly Zone                       | Bounty Killer, Big Noyd & Mobb Deep               | 5:00  |
| 9.  | Blade 4 Glory                     | Majesty & Bizzy Bone                              | 3:45  |
| 10. | Strictly Business                 | EPMD vs. Mantronik (en)                           | 3:36  |
| 11. | Wrek Tha Discotek                 | Roger Sanchez & Soulson                           | 6:13  |
| 12. | Confusion (1995 Pump Panel Remix) | New Order                                         | 10:12 |
| 13. | Playing with Lightning            | Expansion Union                                   | 4:31  |
| 14. | Dig This Vibe                     | DJ Krush                                          | 4:54  |
| 15. | Dealing with the Roster           | Junkie XL                                         | 5:33  |

### Original Motion Picture Score
Bandes originales Blade
Blade II
(2002)
Ce second album, commercialisé quelques semaines après la sortie du film, propose une sélection des compositions originales de Mark Isham.
| 1. | Intruder                      | 4:54 |
| 2. | Daywalker                     | 4:10 |
| 3. | Somebody's Gonna Take You Out | 1:41 |
| 4. | Top of the Food Chain         | 3:49 |
| 5. | Temple of Light               | 6:15 |
| 6. | The Bleeding Stone            | 9:42 |
| 7. | The Blood God                 | 2:56 |

### Autres chansons présentes seulement dans le film
Les chansons et morceaux ci-dessous sont entendus dans le film mais n'ont pas été intégrés aux disques commercialisés :
- Bad Moon Rising - Creedence Clearwater Revival
- UT1-Dot - Polygon Window
- Ah, Singapore - Shonen Knife
- Yeah - DJ Krush
- Eclipse – Solitaire
- Soleil – Solitaire
- Call & Response - Source Direct
- Ether – Siren
- Fearless – Solitaire
- Rattle The Fear - Spirit Fire Child
- Rainbow Voice - David Hykes from Hearing Solar Winds
- Ni Ten Ichi Ryu (Two Swords Technique) - Photek
- Go Get On It - Southside Reverb

## Accueil

### Accueil critique
Le film reçoit des critiques mitigées. Sur l'agrégateur américain Rotten Tomatoes, il récolte 55% d'opinions favorables pour 103 critiques et une note moyenne de 5,9⁄10. Sur Metacritic, il obtient une note moyenne de 45⁄100 pour 23 critiques.
Le célèbre critique du Chicago Sun-Times Roger Ebert lui donne la note de 3⁄4 en soulignant les qualités visuelles du film, ses angles de caméra extrêmes ou encore ses costumes étranges writing. James Berardinelli donne quant à lui la note de 2,5⁄4 et écrit notamment : « Blade a la capacité d'être éblouissant, mais il peut également laisser certains spectateurs mécontents ». John Krewson du site The A.V. Club est assez négatif sur l'intrigue et les dialogues, mais trouve au film quelques qualités notamment sa créativité visuelle et sa violence incessante et très bien chorégraphiée.

### Box-office et impact
| Pays ou région    | Box-office      | Date d'arrêt du box-office | Nombre de semaines |
| ----------------- | --------------- | -------------------------- | ------------------ |
| États-Unis Canada | 70 087 718 $    | 1er octobre 1998           | 6                  |
| France            | 653 288 entrées | -                          | -                  |
| Total mondial     | 131 183 530 $   | -                          | -                  |

Blade récolte plus de 130 millions de dollars dans le monde. Il fait en partie oublier l'échec de Howard... une nouvelle race de héros (1986), précédente adaptations d'un comics Marvel. Blade est souvent présenté comme l'instigateur des films de super-héros adaptés de comics qui seront beaucoup plus courants dans la décennie suivantes (X-Men, Spider-Man, Batman Begins, The Punisher et Superman Returns).

### Poursuite en justice
Le créateur de Blade, Marv Wolfman a tenté de poursuivre en justice Marvel et New Line, après la sortie du film, pour ne pas avoir été cité au générique.

## Distinctions
Entre 1998 et 1999, le film Blade a été sélectionné 16 fois dans diverses catégories et a remporté 5 récompenses

### Récompenses
1999
- MTV - Prix du film et de la télévision : MTV Movie Award du meilleur méchant pour Stephen Dorff.
- Prix du divertissement à succès :
  - Prix du divertissement à succès du meilleur acteur dans un film d’horreur pour Wesley Snipes,
  - Prix du divertissement à succès du meilleur méchant pour Stephen Dorff.
- Société Américaine des Compositeurs, Auteurs et Éditeurs de Musique (ASCAP) :
  - Prix ASCAP des meilleurs films au box-office pour Mark Isham.
- Prix Fangoria Chainsaw : Prix Chainsaw du meilleur acteur dans un second rôle pour Udo Kier.

### Nominations
1998
- The Stinkers Bad Movie Awards : Pire acteur pour Wesley Snipes.

1999
- Académie des films de science-fiction, fantastique et d'horreur - Prix Saturn :
  - Meilleur film d'horreur,
  - Meilleur maquillage pour Greg Cannom et Michael Germain.
- Association turque des critiques de cinéma (Turkish Film Critics Association (SIYAD) Awards) : Meilleur film étranger (13e place).
- Bande-annonce d'or :
  - Meilleure bande-annonce de film d’action,
  - Meilleur montage.
- Éditeurs de sons de films : Meilleur montage sonore - Effets sonores et bruitages.
- MTV - Prix du film et de la télévision : Meilleur combat pour Wesley Snipes.
- Prix du divertissement à succès : Meilleur second rôle masculin dans un film d‘horreur pour Kris Kristofferson.
- Prix Fangoria Chainsaw :
  - Meilleur acteur pour Wesley Snipes,
  - Meilleur maquillage / effet spéciaux pour Greg Cannom.

## Jeu vidéo
Le film est adapté en jeu vidéo, sorti en 2000.

## Comparaison avec les comics
Le personnage de Blade a été créé en 1973 par Marvel Comics par le scénariste Marv Wolfman et l’artiste Gene Colan, à l'origine un personnage de soutien dans le comics de 1970 Tomb of Dracula. Dans le comics, la mère de Blade a été mordue par un vampire pendant qu’elle était enceinte de Blade. Ainsi, Blade est né avec une immunité naturelle aux effets de vampirisme, bien qu’il ne soit pas entièrement humain.
Cette version de Blade est très différente de son homologue. À ses débuts, la version de Blade dans les comics était connue pour utiliser les pieux en bois et parlait et agissait comme John Shaft puisqu'il avait été créé au début des années 1970.
Le personnage des comics a été modifié par la suite pour être similaire à sa version cinématographique.

## La trilogieBlade
- Blade de Stephen Norrington (1998)
- Blade 2 de Guillermo del Toro (2002)
- Blade: Trinity de David S. Goyer (2004)